# Basha Bakri
Basha Bakri (arab. باشا بكري; ur. w 1927 w Daiongu) – sudański strzelec, olimpijczyk.
Na Letnich Igrzyskach Olimpijskich 1960 w Rzymie, startował w jednej konkurencji, w której odpadł w kwalifikacjach.

## Wyniki olimpijskie
| Igrzyska | Konkurencja                          | Wynik                                                                                 | Miejsce                                              | Źródło |
| -------- | ------------------------------------ | ------------------------------------------------------------------------------------- | ---------------------------------------------------- | ------ |
| IO 1960  | Karabin dowolny, trzy pozycje, 300 m | Kwalifikacje Leżąc – 162 pkt. Klęcząc – 133 pkt. Stojąc – 126 pkt. Łącznie – 421 pkt. | Kwalifikacje – 39. miejsce (nie awansował do finału) | [ 1 ]  |